# Ineficacia del acto jurídico
La ineficacia del acto jurídico es un fenómeno jurídico que consiste en que un acto jurídico no genera sus efectos o deja de generarlos por una causa intrínseca o extrínseca.

## Concepto
La ineficacia de los actos jurídicos es una reacción del ordenamiento jurídico en cuya virtud se priva de efectos a aquel acto jurídico que no cumple con los requisitos exigidos para su existencia o validez; o bien que, por un hecho o causa posterior eliminan, reducen o perturban los efectos propios de un acto existente y válido.
Conforme a lo expuesto, distinguimos:
- Ineficacia jurídica en sentido amplio. Es la falta de idoneidad de un acto jurídico para producir sus efectos propios, por un defecto intrínseco y congénito, que puede consistir en la falta de alguno de sus elementos esenciales o constitutivos, tanto de existencia como de validez.
- Ineficacia jurídica en sentido estricto. Es la falta de idoneidad de un acto jurídico existente y válidamente formado, para producir sus efectos propios, a consecuencia de un hecho de carácter extrínseco o ajeno a mismo, y que usualmente acaece con posterioridad a la ejecución o celebración del mismo.[2]

## Clases

### Inexistencia jurídica
La inexistencia jurídica es la sanción que tienen los actos jurídicos celebrados con omisión de uno de los requisitos exigidos para su existencia jurídica.
La teoría de la inexistencia jurídica fue formulada a inicios del siglo XIX por el jurista alemán Karl Zachariae, y la expuso a propósito del matrimonio. En Derecho, las sanciones son de derecho estricto; siendo, pues, la nulidad una sanción, no es posible extenderla vía analogía a más casos que los expresamente señalados por la ley. Zachariae se preguntaba qué sucedía si dos hombres —en el contexto del siglo XIX— deseaban contraer matrimonio. Ninguna autoridad podría oponerse fundándose en la nulidad, porque la ley no contemplaba esta sanción como correctivo del caso en comento. Zachariae, entonces, postuló la teoría de a inexistencia jurídica, en que la ley presume el cumplimiento de los requisitos básicos de sentido común. La inexistencia constituye una causal de ineficacia del acto jurídico porque el acto, al no cumplir los elementos más esenciales, no produce efectos.

### Nulidad
La nulidad es la sanción legal establecida para la omisión de los requisitos y formalidades que se prescriben para el valor de un acto.

### Suspensión
Fenómeno jurídico en cuya virtud la producción de efectos de un acto jurídico está subordinada a la ocurrencia de un suceso que aún no se verifica. El ejemplo clásico es la obligación sujeta a condición y la propiedad fiduciaria.

### Resolución
Fenómeno jurídico en cuya virtud la extinción de efectos de un acto jurídico está subordinada a la ocurrencia de un suceso que aún no se verifica. Por ejemplo, el pacto comisorio.

### Rescindibilidad
La rescisión tiene dos acepciones. Un primer significado se le identifica como sinónimo de nulidad relativa. Un segundo significado la identifica como una causal de ineficacia en sentido estricto, por ejemplo, la lesión y la cláusula penal enorme.

### Revocabilidad
Acto jurídico unilateral por medio del cual la ley autoriza al autor de un acto su retractación del mismo, privándolo de efectos. Por ejemplo, la revocación en el testamento o en el mandato.

### Desahucio
Desahucio o desistimiento unilateral es un acto jurídico unilateral por medio del cual la ley autoriza a una de las partes de la relación contractual a ponerle término, debiendo comunicarla a la otra. Por ejemplo, el desahucio en el arrendamiento o en el contrato de trabajo.

### Caducidad
Sanción legal que consiste en tener por extinguido un derecho por no haberse ejercido o no habserse cumplido una obligación legal en el procedimiento que la misma ley señala.

### Inoponibilidad
Es la ineficacia, respecto de terceros, de un derecho nacido a consecuencia de la celebración o nulidad de un acto jurídico, o de la revocación o resolución del mismo.

### Simulación
Es la declaración de un contenido de voluntad no real, emitido conscientemente y de acuerdo entre las partes o entre el declarante y la persona a quien va dirigida la declaración, para producir con fines de engaño la apariencia de un acto jurídico que no existe o es distinto de aquel que realmente se ha llevado a cabo.